# Resolució 905 del Consell de Seguretat de les Nacions Unides
La Resolució 905 del Consell de Seguretat de les Nacions Unides fou adoptada per unanimitat el 23 de març de 1994. Després de recordar les resolucions 841 (1993), 861 (1993), 862 (1993), 867 (1993), 873 (1993) i 875 (1993) sobre la situació a Haití, el Consell va ampliar el mandat de la Missió de les Nacions Unides a Haití (UNMIH) fins al 30 de juny de 1994.
El Consell es va veure inquietat per l'obstrucció a l'enviament de la UNMIH i al fracàs de les Forces Armades d'Haití per dur a terme les seves responsabilitats per permetre que la UNMIH dugui a terme el seu treball. Es va destacar la importància de l'acord de Governors Island el 3 de juliol de 1993 entre el president d'Haití i el comandant en cap de les Forces Armades d'Haití, que va promoure el retorn de la pau i l'estabilitat al país.
Finalment, es va demanar al Secretari General Boutros Boutros-Ghali que informés al Consell formulant recomanacions específiques sobre la composició i l'abast de les activitats de la UNMIH.